# Здание Центросоюза
Зда́ние Центросою́за (также известно как Здание Наркомлегпрома, Здание ЦСУ) — офисное здание на Мясницкой улице в Москве. Построено в 1928—1936 годах в интернациональном стиле по проекту французского архитектора Ле Корбюзье при участии Пьера Жаннере и Николая Колли под руководством инженера С. Грузинова. Фасады строения обращены одновременно на две параллельные улицы — Мясницкую и проспект Академика Сахарова. В разное время в здании размещались различные административные учреждения, с 1991 года в нём располагаются Федеральная служба государственной статистики (Росстат) и Федеральная служба по финансовому мониторингу (Росфинмониторинг). Объект культурного наследия народов России регионального значения.

## История

### Территория
Идея строительства офисного здания Центросоюза возникла во времена НЭПа. В 1925 году по предложению архитектора Бориса Великовского для корпоративного офиса было выбрано место между двумя параллельными улицами — Мясницкой и планировавшимся к прокладке Новокировским проспектом (современным проспектом Академика Сахарова). Дом планировалось возвести в точке их пересечения с проектируемым бульваром, шедшим от переулка Огородная Слобода. На выбранном для строительства месте располагалась церковь Николая Чудотворца, выполненная в духе раннего московского барокко. Постановлением от 24 февраля 1928 года её было решено снести и выделить земли под новое здание.

### Конкурс проектов

#### Открытый и закрытый
В 1928 году Всероссийское общество гражданских инженеров объявило открытый международный конкурс на лучший проект дома Центросоюза, который предусматривал наличие просторного офиса на две тысячи рабочих мест, способного вместить различные группы помещений согласно их функциональности. К первой группе относились административные помещения Центросоюза общей площадью 2255 м². Вторая группа включала в себя все торговые помещения и вспомогательные помещения площадью 8990 м². В третью группу входил клуб с залом на 600 мест со сценой и фойе, гимнастическим залом, столовой и библиотекой, занимавших площадь в 3170 м². К последней функциональной группе относились хозяйственные помещения — ремонтные мастерские, склады, котельная и несколько квартир для обсуживающего персонала.
Срок подачи заявок был установлен на 20 июня 1928 года. В отборочную комиссию входили представители Общества гражданских инженеров, Московского архитектурного общества, Центросоюза и Моссовета: инженеры Г. Красин и Лео Серк, архитекторы Михаил Крюков, Иван Машков, Виктор Веснин, Яков Корнфельд и Иван Кондаков.
Из 32 проектов, участвовавших в открытом отборе, первую премию получили Борис Великовский и В. Воинов, вторую — Анна Капустина и Леонид Савельев, третью — Александр Вегнер, Борис Ефимович и Иван Звёздин. Четвёртое место разделили Ной Троцкий, С. Козак и Т. Зеликман, пятое — Фаня Белостоцкая и 3иновий Розенфельд. Однако конкурсная комиссия посчитала, что представленные проекты не могут служить материалами для разработки плана строительства.
До 10 августа того же года проводился закрытый заказной конкурс, в котором приняли участие иностранные архитекторы лондонского бюро «Вернет и Тейт», Макс Таут из Берлина, французы Ле Корбюзье и Пьер Жаннере, а также группа архитекторов Управления по постройке складов Центросоюза. В число последних входили братья Александр и Виктор Веснины, Сергей Чернышёв, Иван Леонидов, Андрей Крячков и другие. Всех участников отбирал лично председатель Центросоюза Исидор Любимов. Из проектов закрытого конкурса комиссия исключила работу английской конторы: жюри её архитектурные решения показались слабыми, примитивными и консервативными. Не нашёл поддержки у Моссовета тяжеловесный и монументальный план Макса Таута. Лучшими комиссия признала два проекта: совместную работу Ле Корбюзье и Жаннере и разработку группы советских архитекторов. Первый был назван изящным и лёгким, второй комиссия сочла наиболее продуманным и функциональным.

#### Второй закрытый
По итогам открытого и закрытого отборов до 20 октября 1928 года было решено принять заявки на третий конкурс. Проекты были заказаны немецкому архитектору Петеру Беренсу, братьям Весниным, П. Нахману вместе с Анатолием Самойловым, Александру Никольскому, Андрею Олю и Ивану Жолтовскому. Объединение современных архитекторов выдвинуло на рассмотрение жюри работу Ивана Леонидова. По совету знакомых советских архитекторов Ле Корбюзье также представил свой проект, доработанный в соответствии с требованиями комиссии. Финальный отбор проводился между двумя вариантами — Леонидова и Ле Корбюзье.
Леонидов разработал проект дома Центросоюза по трём координатным осям для предельного обобщения форм. План 12-этажного корпоративного дома был выполнен в духе господствовавшего в 1920—1930-е годы функционализма. Сквозной вестибюль связывал Мясницкую улицу и проектировавшийся Новокировский проспект, на Мясницкую выходили широкие окна выставочного корпуса. Культурно-просветительные помещения были размещены архитектором на верхних этажах с учётом максимальной звукоизоляции. В протяжённом параллелепипеде строения располагались основные офисные зоны, обращённые к двум стеклянным фасадам. Торцы были представлены как глухие плоскости. На втором этаже находился горизонтальный выставочный корпус. Пространство проекту также придавал отдельный круглый вестибюль с лифтовыми шахтами.
Новаторский в плане организации офисного пространства проект Леонидова оказал влияние на американских архитекторов, включая Людвига Мис ван дер Роэ — ведущего представителя интернационального стиля. Ле Корбюзье также высоко ценил архитектурные замыслы Леонидова и заимствовал некоторые из них для своего финального проекта дома Центросоюза.

### Проект-победитель
По итогам трёх этапов конкурса победу одержал проект Ле Корбюзье. По одной из неофициальных версий, на его победу могла повлиять дружба с советскими архитекторами, входившими в отборочную комиссию.
Разработанный французским архитектором проект корпоративного дома Центросоюза был инновационным по своему архитектурному облику и техническому исполнению как для Советского Союза, где в 1920—1930-е годы господствовали идеи конструктивизма, так и для европейских стран. Ле Корбюзье предложил использовать железобетонный каркас, объяснив свой выбор возможностью применения продольного окна: при подобной планировке полы этажей выступают за края колонн. Такой приём освобождает окна от точек опор, что было принципиально новым для советской строительной практики. Архитектор использовал систему двойного остекления с открыванием окон при помощи боковых шарниров. Схемы устройства центральной системы отопления, охлаждения и вентиляции Ле Корбюзье выполнил по примеру своей предыдущей работы — конкурсного проекта Дворца Наций в Женеве. С целью теплоизоляции внутренних помещений он также использовал навесные стены-экраны, в здании предусматривалась внутренняя система кондиционирования для обеспечения комфортных условий для работников при любых погодных условиях. Из-за недостатка бюджета часть предложений Ле Корбюзье не была в дальнейшем реализована.
Как и при разработке проекта виллы Савой, Ле Корбюзье дополнил г-образную форму строения полуциркульными объёмами главного входа для создания эффекта динамичности. Первый этаж дома архитектор оставил незастеклённым: свободное пространство между несущими балками планировалось использовать в качестве автостоянки.

### Строительство и доработки
В 1929 году состоялась закладка фундамента здания. Курировать возведение комплекса должен был сам Ле Корбюзье. Для знакомства с городом, посещения художественных мастерских, выставок и самой стройки дома Центросоюза он приезжал Москву два раза — в июне 1929 и мае 1930 года. В ходе этих визитов он внёс в план некоторые изменения: архитектор расширил корпуса в сторону Новокировского проспекта, изменил их сопряжение. Однако в 1931-м после поражения в конкурсе на лучший проект Дворца Советов Ле Корбюзье отказался сотрудничать с СССР, в том числе руководить возведением дома Центросоюза.
До 1933 года строительство комплекса велось под контролем Николая Колли. С 1928 года он работал в Париже, корректируя проект в соответствии с советскими стандартами. Вступив в должность начальника строительства, в письмах он обсуждал с Ле Корбюзье все изменения первоначального замысла. Вместе с Колли за возведение здания также отвечал чехословацкий архитектор Франтишек Заммер. Неофициально стройку курировал народный комиссар финансов и теоретик градостроительства Николай Милютин. Завершалось возведение здания в 1933—1936-х годах.

Советские специалисты широко критиковали здание Центросоюза в 1930-е годы. Архитектор Иван Фомин отзывался о нём следующим образом: 
Корбюзье — архитектор капиталистической страны. Он хочет строить красиво, дёшево, удобно, в формах, конструктивно оправданных — и этим его задача исчерпывается. Наш архитектор своей архитектурой вносит в наш новый быт дух бодрости, мужества и жизнерадостности. Таких слов в лексиконе Корбюзье нет.

Положительно о здании отзывался Александр Веснин: 
Здание Наркомлегпрома в Москве на Мясницкой улице, строящееся по проекту архитектора Корбюзье, будет несомненно лучшим зданием, построенным в Москве за последнее столетие. Исключительная ясность архитектурной мысли, четкость в построении масс и объемов, чистота пропорций, ясность соотношений всех элементов, сопоставленных по контрасту и по нюансу, масштабность всего сооружения в целом и отдельных его частей, лёгкость и вместе с тем монументальность, архитектурное единство, строгая простота характерны для этого сооружения.
Реновацию дома Центросоюза провели в 1970-е годы: переостеклили фасады здания и застроили первый этаж, заблокировав проход под домом. Пространство офисных этажей разделили на отдельные кабинеты, лифты непрерывного действия демонтировали. Интерьеры актового зала, фойе, лестниц и пандусов были отреставрированы.
В 2014 году на средства Росстата здание реконструировали. Работы велись под руководством главного архитектора Ларисы Савинкиной. Рабочие компании «Специальная научно-реставрационная производственная мастерская» заменили в здании окна. В 2015-м дом Центросоюза попал в номинацию конкурса «Реставрация года». Осенью того же года во дворе здания был установлен памятник Ле Корбюзье работы скульптора Андрея Тыртышникова и архитектора Антона Воскресенского.
По сообщению министра экономического развития Максима Орешникова, Росстат и некоторые ведомства Минэкономразвития, занимавшие дом Центросоюза, должны переехать в комплекс «Москва-Сити» в 2018 году. В историческом здании останутся работники Росреестра.

## Архитектурные особенности
Здание Центросоюза — первый пример совместной работы советских и европейских архитекторов в духе интернационального стиля, повсеместно вошедшего в моду с начала 1950-х годов.
Огромные застеклённые стены дома сообщают ему холодный, однообразный и неприветливый характер. Кажется, что за этими стенами люди должны работать напряженно, автоматически, уныло, безрадостно. Это американизм, чуждый нам и неприемлемый в советских условиях.График Сергей Кожин
Здание является ярким примером творческого стиля Ле Корбюзье «Пяти отправных точек современной архитектуры», которые в процессе работы он дополнил «принципом свободной циркуляции людей и воздуха». Здание стало одним из первых в Европе больших офисных комплексов, особенностями которого являются огромная площадь фасадного остекления, открытые стойки-опоры, поддерживающие блоки офисов, свободные пространства первого этажа, горизонтальная крыша. Привлекающая внимание облицовка стен дома выполнена из розового артикского туфа.
По своей планировке дом Центросоюза схож со зданием Министерства здравоохранения и образования в Рио-де-Жанейро, построенным по проекту Лусио Косты и Оскара Нимейера при участии Ле Корбюзье. Другие похожие работы Ле Корбюзье — Швейцарский павильон в Париже и Штаб-квартира ООН в Нью-Йорке. Оба здания представляют собой крупные застеклённые прямоугольники.

О внутренних помещениях дома Центросоюза вспоминал один из работников ЦСУ: 
Когда я сюда пришел впервые, то сразу заблудился. Поначалу все было очень непривычным. Самым интересным в этом здании для молодых людей и девчонок был лифт, который назывался патерностер. Лифт был немецкого производства и действительно работал по принципу чёток, которые перебирают при молитве. Кабинка идет вслед за кабинкой непрерывно, цепочка приезжает в крайнюю верхнюю точку, а потом начинает спускаться и появляется в другом окне. Мы очень любили заскакивать и выскакивать из кабинок. К сожалению, сейчас этот лифт закрыт. Здесь всегда обращалось огромное количество бумаги. Мы возили её на тележках по пандусам — они были сделаны именно для того, чтобы обеспечить министерства нормальной системой документооборота. Конечно, как всякие сумасшедшие молодые люди, мы катались по пандусам на креслах с колёсиками. И ничего, никто вроде шею не свернул.

## Здание в кинематографе
- В фильме «Весна» героиня Любови Орловой, направляясь на киностудию, выбегает из подъезда дома Центросоюза.
- В кинокартине «Застава Ильича» был показан холл первого этажа здания.
- Первые эпизоды фильма «Дело „пёстрых“» сняты в этом здании. В частности, вступительные титры идут на фоне кадров, снятых из лифта патерностер, который медленно поднимается вверх этаж за этажом.
- В здании Центросоюза снимались некоторые эпизоды фильма «Лев Яшин. Вратарь моей мечты»[18].